# ダナエ (ティントレット)
『ダナエ』（伊: Danae, 仏: Danaé, 英: Danaë）は、イタリア、ルネサンス期のヴェネツィア派の巨匠ティントレットが1570年頃に制作した絵画である。油彩。主題として描かれているのはギリシア神話でゼウス（ローマ神話のユピテル）に愛されて英雄ペルセウスを生んだとされるアルゴスの王女ダナエの物語である。初代バッキンガム公爵ジョージ・ヴィリアーズ、神聖ローマ皇帝フェルディナント3世のコレクションを経て、現在はフランスのリヨン美術館に所蔵されている。

## 主題
神話によるとダナエはアルゴス王アクリシオスの娘として生まれた。あるとき、父アクリシオスは孫によって殺されると神託で予言されたため、ダナエを幽閉して孫が生まれるのを阻止しようとした。しかし彼女に恋をしたゼウスは黄金の雨となってダナエに降り注いで交わった。その後、アクリシオスはダナエがペルセウスを出産したのを発見し、彼女とその息子を箱の中に入れて海に流した。オウィディウスも『変身物語』の中でダナエが黄金の雨によってペルセウスを生んだことを簡潔な形で言及している。

## 作品

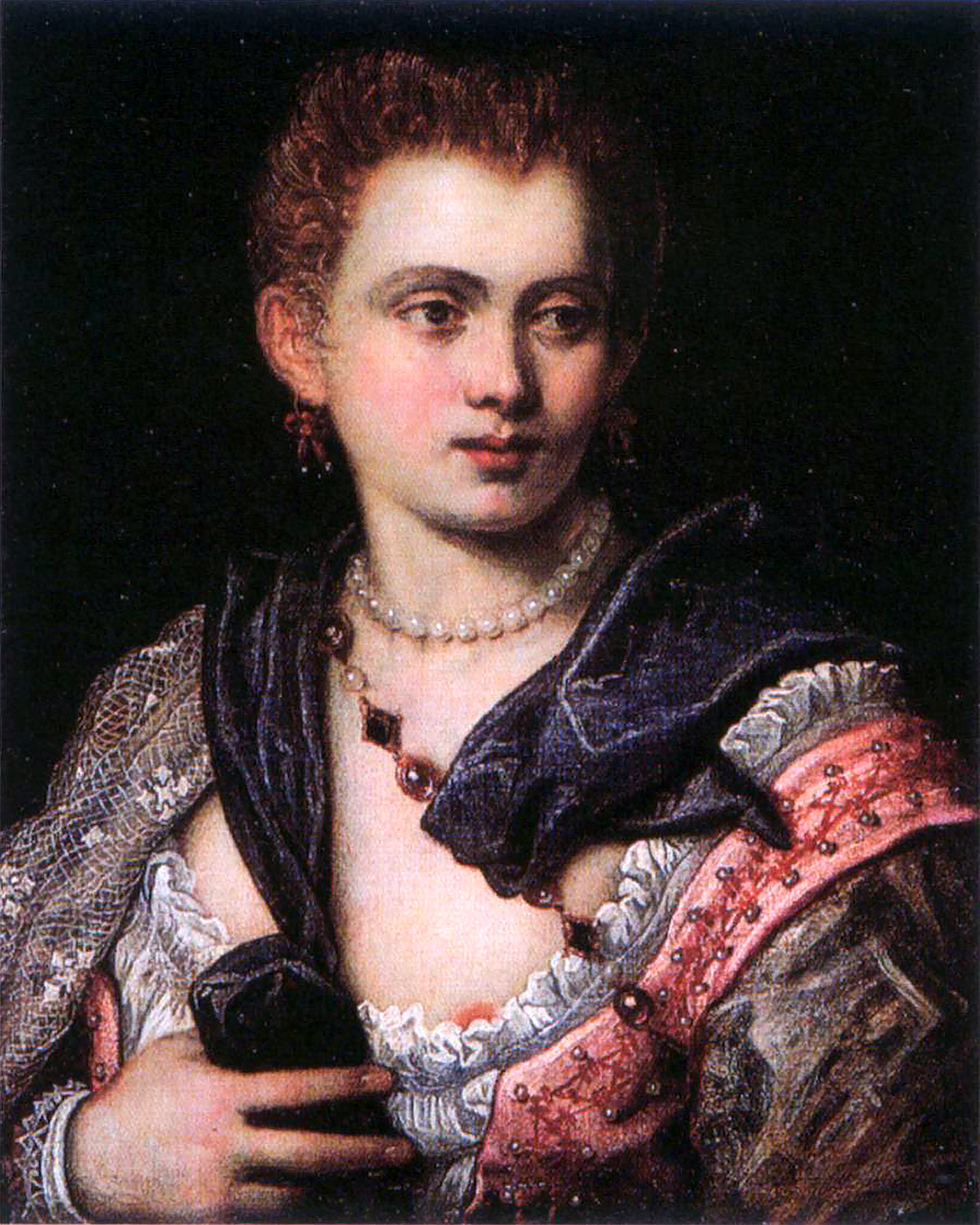
ティントレットあるいは追随者が1675年頃に描いた『女性の肖像』。一説にモデルはヴェロニカ・フランコとされる。

若く美しい王女ダナエは今まさにゼウスの訪問を受けている。ダナエは赤い垂れ幕の天蓋付き寝台に身を横たえているが、天井から金貨が降り注ぐという奇跡を目の当たりにした彼女は、身体を起こして両手で金貨を拾っている。また侍女は天井を見上げながら、腰のエプロンを広げて、できるだけ多くの金貨を受け止めようとしている。若い女性を中心に配置した作品は、とりわけオウィディウスが簡潔に説明したエピソードであることを明確に示している。
黄金の雨のエピソードはルネサンス期以降に頻繁に描かれており、この場面はアプロディテ（ヴィーナス）を描いた他の神話画と同様に画家が裸婦を表現する機会となった。そして特にヴェネツィアではこのような官能的で豪華な裸婦画は特に高く評価された。それにもかかわらず『ウルビーノのヴィーナス』や『ダナエ』といった作品を制作したティツィアーノと比べると、ティントレットにおいてこのテーマは比較的珍しい。加えて、ティントレットの『ダナエ』にはティツィアーノに見られる詩情が欠けており、画家はダナエを欲深い女として描いている。金貨を集める侍女の存在はおそらくティツィアーノの『ダナエ』に触発されたと思われるが、ティントレットの構図においてはより重要な位置を占めている。醜い老婆として描かれたティツィアーノの絵画とは異なり、ここでは彼女は若い侍女として前景に描かれている。降り注ぐ富の光景はダナエに神の抱擁よりも多くの喜びを与えており、16世紀に海事貿易で繁栄と富を築いたヴェネツィアを喚起させる。
ある解釈によると、この作品は当時の有名なヴェネツィアの高級娼婦ヴェロニカ・フランコとフランス国王アンリ3世の会談を祝ったものであり、画家は美しいヴェネツィアの女性をダナエに扮して描いたという。しかし1574年にティントレットが実際にアンリ3世とヴェロニカ・フランコの出会いを祝うために絵画を描いたことは知られているが、それが本作品であることを明確に示す証拠はない。
2人の女性の身体と天蓋のカーテンのひだで形成された対角線によって支配された作品の構図は、細長い形で描かれた登場人物のきらめく色彩、素早いタッチ、可塑性と同様にティントレットの芸術の特徴である。

## 来歴

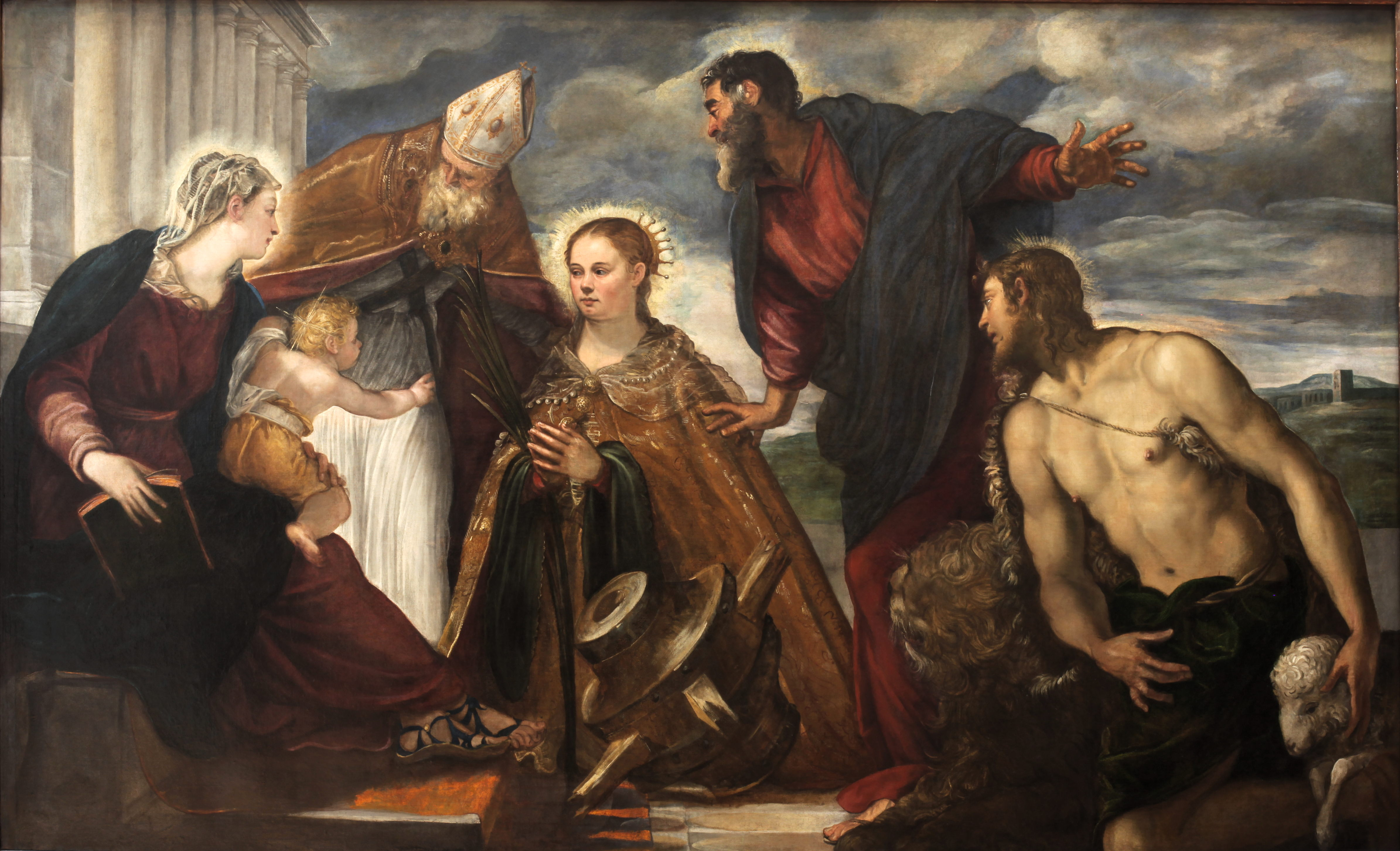
同じくリヨン美術館が所蔵するティントレットの絵画『聖母子と聖カタリナ、聖アウグスティヌス、聖マルコ、洗礼者ヨハネ』。1545年から1546年頃。

1570年頃にティントレットによって描かれた『ダナエ』はリヨン美術館に入るまで一流のコレクションに属していたため、絵画の来歴はよく知られているが、発注主に関しては不明である。
絵画は1624年にパリで初代バッキンガム公爵ジョージ・ヴィリアーズによって購入された。遺産の相続者は1649年にアントウェルペンでハプスブルク家の皇帝フェルディナント3世に売却した。皇帝は兄弟であるスペイン領ネーデルラントの総督であり偉大な美術コレクターであった大公レオポルト・ヴィルヘルム・フォン・エスターライヒを通じて購入した。皇帝が所有していた『ダナエ』は1718年までプラハ城に展示されていたが、1718年にウィーンのベルヴェデーレ宮殿の帝国美術館に移された可能性がある。いずれにせよ絵画は1809年にナポレオン軍によって押収され、フランスに送られたのち、1811年に国家からリヨン美術館に割り当てられた。

## 備考
リヨン美術館には他にもティントレットの1545年から1546年頃の絵画『聖母子と聖カタリナ、聖アウグスティヌス、聖マルコ、洗礼者ヨハネ』（Virgin and Child with Saint Catherine, Saint Augustine, Saint Mark and Saint John the Baptist）が所蔵されている。こちらも1805年に国家から割り当てられてコレクションに加わった。